# Punta Pezzo
Punta Pezzo (antiguamente Capo Cenide) es un cabo en Reggio Calabria, Italia meridional. Es el punto de Calabria más cercano a Sicilia y es el punto más al norte del lado calabrés del estrecho de Mesina, quedando en el canal septentrional. Las costas de este mar están cruzadas por corrientes muy fuertes y la topografía de las playas varía de año en año debido a las fuertes tormentas invernales. Se encuentra en el municipio de Villa San Giovanni, alrededor de 13 km al norte de la capital.
El cabo tiene un faro, formado por una torre cónica de 23 metros de alto, con franjas rojas y blancas, construido en los años cincuenta. La linterna óptica que rota emite una luz verde cada 15 segundos, visible a 15 millas náuticas (28 km). En casos excepcionales, la luz es amarilla, y visible a 18 millas náuticas (33 km).